# アンドレ・ベルト
アンドレ・ベルト（Andre Berto、1983年9月7日 - ）は、アメリカ合衆国のプロボクサー。フロリダ州ウィンターヘイブン出身。元WBA暫定・WBC・IBF世界ウェルター級王者。
両親はハイチからの移民。父親は総合格闘家、プロレスラーのデュセル・バットであり、同い年の兄エドソン・ベルトと妹レヴィナ・ベルトはプロの総合格闘家。

## 人物
- 趣味は、ケーブルテレビのフード・ネットワークを見ながら友人に電話をしたりメールを送ること[2]。
- 試合当日は、ココアバターを体に塗って、戦闘映画を見て闘争心を高める習慣がある[2]。

## 来歴

### 幼少期
1983年9月7日に、アメリカ合衆国フロリダ州マイアミに、父親デュセルの元で生まれる。いじめられていたことから10歳のときに父親にポリス・アスレチクリーグ・ジムに入門させられる。このジムに入門したことで、全米警察運動連盟の主催するボクシングの大会に出場することになる。父親は非常に頑固で厳格な人物であり、反抗すると腕立て伏せ500回を命じるほどだった。また、ロードワークにも必ず車で同行していた。10代後半の頃から、生計を立てるため、地元のウィンターヘブンにある「14Kジュエリー・アウトレット」という宝石店に勤め始める。その後8年間勤務し、辞める頃には店長にまでなっていた。

### アマチュア時代
2001年、全米選手権にライトミドル級(71kg)で出場するが2回戦で敗退する。ナショナル・ゴールデン・グローブにライトミドル級(71kg)で出場し優勝した。
2002年、全米選手権にライトミドル級(71kg)で出場し決勝で敗退する。ナショナル・ゴールデン・グローブにライトミドル級(71kg)で出場するが準々決勝で敗退した。この階級は今大会をもって廃止された。
2003年、全米選手権にウェルター級(69kg)で出場、準決勝でティモシー・ブラッドリーから勝利するも決勝で敗退した。ナショナル・ゴールデン・グローブにウェルター級(69kg)で出場し、決勝でティモシー・ブラッドリーを破り優勝を果たした。同年、タイのバンコクで開催された2003年世界ボクシング選手権大会にウェルター級(69kg)出場。準々決勝でダレン・バーカーを破るが、準決勝でロレンソ・アラゴン（キューバ）に判定負けを喫し、銅メダルを獲得した。勝ったアラゴンはこの大会で優勝した。
2004年、アテネオリンピックには両親の生まれたハイチ代表としてウェルター級(69kg)に出場したが、1回戦で判定負けした。最終的にアマチュア戦績は200戦を越えた。

### プロボクサー時代
2004年12月4日、プロデビュー。本人によれば、神経の集中の持続が妨げられるため、スウィング・バウトが嫌いだったという。試合はベルトが相手を3回TKOで沈め勝利した。
2005年5月6日、アメリカ合衆国・コネチカット州マシャンタケットのフォックスウッズ・リゾート・カジノでティム・ヒムス（アメリカ）と対戦、初回わずか130秒で相手を倒し5勝目となった。
2006年には7試合行い全てKO勝利を挙げた実績が評価されESPNから新鋭賞が授与された。また2007年5月19日の試合で勝利した事で14連続KOをマークした。
2007年7月27日、コスモ・リベラ（メキシコ）とウェルター級10回戦で対戦。6回にダウンを奪われるが、それ以外は試合を完全にコントロールし判定決着となったが、3-0の大差の判定で相手を下し危なげない勝利を収めた。自身の連続KO記録は14でストップした。本人によれば、この試合が一番危なかったらしい。
着実にキャリアアップしていき地域タイトル挑戦前の戦績は19戦19勝(16KO)。KO率84%をマーク。
2007年9月29日、NABF北米ウェルター級王座決定戦でデビッド・エストラーダ（アメリカ）と対戦、立ち上がり相手の強烈なプレスを前に押され気味となるが3回には打ち合いを演じペースを奪還、中盤には相手も徐々に疲れの色を見せ始め8回にはボディブローを当てピンチに陥れるも相手も意地を見せダウンを拒否、しかし疲労とダメージが深い相手はベルトの右アッパーを貰いダウンなんとか立ち上がるもそのままレフリーストップ、11回TKO勝ちで王座を獲得した。また、WBC並びにIBF世界ウェルター級王座への挑戦権を獲得した。
2008年2月9日、カリフォルニア州テメキュラのペチャンガリゾート＆カジノで元EBU欧州ウェルター級王者で世界挑戦の経験もあるマイケル・トラバント（ドイツ）と対戦、スピード、パワーで相手を明白に上回り徐々に防戦一方の展開となっていき5回には右ストレートで顔面をとらえ6回にも続け様にコンビネーションを決め続けた。試合は6回終了後のインターバルでトラバント陣営がギブアップして試合終了、6回終了TKO勝利によりNABF王座初防衛に成功した。

### 世界王座獲得
2008年6月21日、フロイド・メイウェザー・ジュニアの王座返上に伴いWBC世界ウェルター級2位のミゲール・ロドリゲス（メキシコ）とWBC世界ウェルター級王座決定戦を行い、7回TKO勝ちを収め王座獲得に成功した。
2008年9月27日、カリフォルニア州カーソンのホーム・デポ・センター・テニスコートにて、元IBF世界スーパーフェザー級王者のスティーブ・フォーブス（アメリカ）と対戦し、ベテランの巧みなディフェンス技術に手を焼く場面もあったが、全体的に手数を多く出していきダウンこそなかったものの大差の判定で勝利し初防衛に成功した。
2009年1月17日、ミシシッピ州ビロクシのボー・リヴァージュ・リゾート&カジノで元WBA世界ウェルター級王者のルイス・コラーゾ（アメリカ）と対戦、リッキー・ハットンを苦しめた元王者に苦戦を強いられるも激闘の末3-0の僅差判定勝ちでクロスゲームを制し2度目の防衛に成功した。
2009年5月30日、IBF世界スーパーライト級王者ファン・ウランゴ（コロンビア）と対戦、序盤から持前のスピードとテクニックを使い終始挑戦者の攻撃を空転させていき自分は強いパンチを1発当てたらすぐに引くという器用さも見せ試合が終われば3-0の大差判定勝ちで3度目の防衛に成功するとともにウランゴの2階級制覇を阻止した。
2010年1月30日、WBA世界ウェルター級スーパー王者シェーン・モズリー（アメリカ）と王座統一戦を行う予定だったが、同月12日のハイチ地震で自身の親族も被災し、試合ができる状況ではないとして辞退を申し入れ、試合は消滅した。
2010年4月10日、フロリダ州サンライズのバンクアトランティック・センターにて元WBO世界ウェルター級王者カルロス・キンタナ（プエルトリコ）と対戦、自身の試合間隔が空いてしまい約11ヶ月ぶりのリングとなったが立ち上がりはサウスポー相手に若干のやり難さを見せるも、途中から被弾覚悟で果敢に攻めていきペースを掴むと中盤以降も離す事なく試合を進めていき、8回に一気に集中攻撃を浴びせた所で試合は止まり、8回TKO勝ちで4度目の防衛に成功した。
2010年11月27日、ネバダ州ラスベガスのMGMグランド・ガーデン・アリーナにてファン・マヌエル・マルケス対マイケル・カティディスのアンダーカードに登場し、WBC世界ウェルター級10位のフレディ・ヘルナンデス（メキシコ）と対戦、初回127秒でワンパンチで相手を沈める速攻劇を見せ5度目の防衛に成功した。
2011年4月16日、WBC世界ウェルター級5位のビクター・オルティス（アメリカ）と対戦、強打者同士の一戦は予想を超える熱戦でダウン応酬の展開が続く激しい試合となった。まずはスタートから飛ばしていたオルティスが初回終了間際にダウンを奪い、負けじと次の回にベルトも右を当てオルティスからダウンを奪い返した。その後もスタートダッシュで息切れしだしたオルティスにベルトは徐々にパンチを当てていき6回には強烈な右を当て2度目のダウンを奪う、ダメージが深いと見てベルトはさらに攻め込むがラウンド終了間際にオルティスの左フックで逆にダウンを奪い返された。試合はどちらが勝つかわからない展開となっていき両者残された体力を精一杯使い乱打戦を繰り広げるも終盤失速したベルトがポイントを落とし0-3の判定負けで、6度目の防衛に失敗し王座から陥落した。
2011年9月3日、ミシシッピ州ビロクシのボー・リバージュ・リゾート&カジノでIBF世界ウェルター級王者のジャン・ザベック(スロベニア)と対戦し、5回終了後、ザベックの右目の負傷が酷く試合続行が不可能となり、ザベック陣営が棄権を申し出た為、ザペックの5回終了時棄権により王座獲得に成功した。
2011年11月、ビクター・オルティスと再戦を優先するため、IBF世界ウェルター級を返上した。
2012年4月16日、ビクター・オルティスとの再戦が発表されたが、自身が薬物検査で陽性反応を示し失格したため試合は中止、オルティスは代わりにホセシート・ロペスと対戦する事となった。
2012年11月24日、上記の理由があったためしばらくリングから遠ざかっていたが、1年3ヶ月振りとなる試合でWBC世界ウェルター級暫定王者のロバート・ゲレーロ（アメリカ）に挑み、1回と2回にダウンを奪われ0-3（3者とも110-116）の判定負け。復帰戦を白星で飾ることはできなかった。
2013年7月27日、テキサス州サンアントニオのAT&Tセンターでヘスス・ソト・カラス（メキシコ）と生き残りをかけたサバイバルマッチを行い、しぶとく攻めてくる相手に対し序盤がらペースを掴めず、相手に流れていくという悪循環になっていき6回や7回には自分の所にペースを掴み返すように努めるもソト・カラスの絶え間なく続く攻撃にダメージが蓄積されていき、一矢報いたい王者は11回にボディーショットを放ち相手からダウンを奪う、しかし相手はダメージはあまりなくすぐに反撃にあい、最終回に自身もダウンを喫しなんとか立ち上がったがレフェリーが試合終了を宣告した、12回48秒TKOを負けで2連敗となりトップ戦線後退を余儀なくされた。試合後に、長年ベルトを悩ませていた肩の手術を受ける。
2014年9月6日、約1年ぶりの復帰戦をシンシナティのU.S.バンク・アリーナにて、エイドリアン・ブローナー対エマニュエル・テイラーの前座でスティーブ・アップシャー・チェンバースと対戦し10回判定勝利を収めた。2連敗の後の約3年ぶりの白星となった。
2015年1月9日、ゴールデンボーイプロモーションズからプロモート権を破棄されたことで、ゴールデンボーイプロモーションズを離脱した。
2015年3月13日、カリフォルニア州オンタリオのシチズン・ビジネス・バンク・アリーナでキース・サーマンの正規王座認定に伴いホセシート・ロペス（アメリカ）とWBA世界ウェルター級暫定王座決定戦を行い、6回1分3秒TKO勝ちを収めWBC、IBFに続く王座獲得に成功した。しかしロペスが有利に試合を進ている中でのレフェリーの早めのストップにはブーイングが飛び、試合終了時のジャッジの採点でも1-2（45-50と47-48でロペス支持が2者、48-47でベルト支持が1者）でロペスがリードしていた。
2015年9月12日、MGMグランド・ガーデン・アリーナでWBA・WBC世界ウェルター級スーパー王者フロイド・メイウェザー・ジュニアと対戦し、12回0-3（111-117、110-118、108-120）の判定負けを喫しWBA王座の統一とWBC王座獲得に失敗し、ベルトが6ヵ月保持していた暫定王座はスーパー王座に吸収される形で消滅した。
2016年1月12日、WBCがWBC世界ウェルター級4位のラモン・ピーターソンとWBC世界ウェルター級王座挑戦者決定戦を行うよう指令を出した。
2016年4月30日、スタブハブ・センター・テニスコートで5年ぶりにビクター・オルティスと再戦し、4回1分14秒TKO勝ちを収め仮を返した。
2017年3月5日、CBSとショウタイムは同年4月22日に元IBF世界ウェルター級王者でWBC世界ウェルター級5位のショーン・ポーターと元ウェルター級3冠王者でWBC世界ウェルター級7位のアンドレ・ベルトの間でWBC世界ウェルター級挑戦者決定戦を行うと発表した。
2017年4月22日、バークレイズ・センターでWBC世界ウェルター級3位のショーン・ポーターとWBC世界ウェルター級挑戦者決定戦を行い、9回1分31秒TKO負けを喫しWBC王座への挑戦権獲得に失敗した。
2018年8月4日、ナッソー・ベテランズ・メモリアル・コロシアムでデボン・アレクサンダーと対戦し、12回判定勝ちを収めた。
2019年7月29日、ミゲル・クルスと8月3日に対戦することが決まっていたが、ベルトがスパーリング中に上腕二頭筋を負傷して試合を欠場することが発表された。
2023年12月17日、ミネソタ州ミネアポリスのミネアポリス・アーモリーで行われたチャンピオンシップ・ボクシング最終回興行のデビッド・モレル 対 セナ・アグベコ戦の前座で世界4階級制覇王者のロバート・ゲレーロと11年ぶりに再戦し、10回0-3（91-99、92-98×2）の判定負けを喫し雪辱を果たすことは出来なかった。

## 獲得タイトル
- アマチュア
  - 全米警察運動連盟ボクシングトーナメント優勝
  - 全米警察運動連盟ボクシングトーナメント優勝
  - 第73回ナショナル・ゴールデン・グローブライトミドル級優勝（2001年）
  - 第75回ナショナル・ゴールデン・グローブウェルター級優勝（2003年）
  - 世界ボクシング選手権ウェルター級3位
- プロ
  - NABF北米ウェルター級王座（防衛1＝返上）
  - WBC世界ウェルター級王座（防衛5）
  - IBF世界ウェルター級王座（防衛0＝返上）
  - WBA世界ウェルター級暫定王座（防衛0）